# Bluebonnet Bowl
Le Bluebonnet Bowl était un match annuel de football américain de niveau universitaire et d'après-saison régulière qui eut lieu à Houston au Texas.
En 1959, un groupe civique fut constitué par le Comité d'athlétisme de la chambre du commerce de la ville de Houston pour organiser l'événement.
Il se déroulera de 1959 à 1967 au Rice Stadium ainsi qu'en 1985 et en 1986. Lorsqu'il est déplacé vers l'Astrodome, de 1968 à 1984, il est renommé l'Astro-Bluebonnet Bowl.
Le match n'est plus organisé après celui de 1987 à cause des faibles ventes de ticket et au manque de sponsoring du nom du bowl.
Le Bluebonnet Bowl mettait généralement en présence une équipe d'une université du Texas contre une équipe issue d'un autre état (19 fois sur 29). À partir de 1980 jusqu'en 1987 (à l'exception de 1981), une équipe de la SWC rencontrera lors du bowl une équipe éligible choisie parmi les autres conférences.
En 2000, deux nouveaux bowls seront organisés à Houston, d'une part le Houston Bowl et d'autre part le Texas Bowl.

## Palmarès
Les caractères en italiques indiquent un match se terminant sur un score de parité.
MVC = Missouri Valley Conference (Ancienne conférence ayant existé de 1928 à 1985)
| Dates            | Gagnants                   | Gagnants | Perdants                      | Perdants | Conférences                 | Assistances |
| ---------------- | -------------------------- | -------- | ----------------------------- | -------- | --------------------------- | ----------- |
| 19 décembre 1959 | Clemson Tigers             | 23       | Texas Christian Horned Frogs  | 7        | ACC - SWC                   | 55.000      |
| 17 décembre 1960 | Alabama Crimson Tide       | 3        | Texas Longhorns               | 3        | SWC - SEC                   | 68.000      |
| 17 décembre 1961 | Kansas Jayhawks            | 33       | Rice Owls                     | 7        | Big 8 - SWC                 | 52.000      |
| 22 décembre 1962 | Missouri Tigers            | 14       | Georgia Tech Yellow Jackets   | 10       | Big 8 - SEC                 | 55.000      |
| 21 décembre 1963 | Baylor Bears               | 14       | LSU Tigers                    | 7        | SWC - SEC                   | 50.000      |
| 19 décembre 1964 | Tulsa Golden Hurricane     | 14       | Mississippi "Ole Miss" Rebels | 7        | MVC - SEC                   | 50.000      |
| 18 décembre 1965 | Tennessee Volunteers       | 27       | Tulsa Golden Hurricane        | 6        | SEC - MVC                   | 40.000      |
| 17 décembre 1966 | Texas Longhorns            | 19       | Mississippi "Ole Miss" Rebels | 0        | SWC - SEC                   | 67.000      |
| 23 décembre 1967 | Colorado Buffaloes         | 31       | Miami Hurricanes              | 21       | Big 8 - Indépendants        | 30.156      |
| 31 décembre 1968 | SMU Mustangs               | 28       | Oklahoma Sooners              | 27       | SWC - Big 8                 | 53.543      |
| 31 décembre 1969 | Houston Cougars            | 36       | Auburn Tigers                 | 7        | Indépendants - SEC          | 55.203      |
| 31 décembre 1970 | Alabama Crimson Tide       | 24       | Oklahoma Sooners              | 24       | Big 8 - SEC                 | 53.289      |
| 31 décembre 1971 | Colorado Buffaloes         | 29       | Houston Cougars               | 17       | Big 8 - Indépendants        | 54.720      |
| 30 décembre 1972 | Tennessee Volunteers       | 24       | LSU Tigers                    | 17       | SEC - SEC                   | 52.961      |
| 29 décembre 1973 | Houston Cougars            | 47       | Tulane Green Wave             | 7        | Indépendants - Indépendants | 44.358      |
| 23 décembre 1974 | Houston Cougars            | 31       | North Carolina State Wolfpack | 31       | ACC - Indépendants          | 35.122      |
| 27 décembre 1975 | Texas Longhorns            | 38       | Colorado Buffaloes            | 21       | SWCC - Big 8                | 52.748      |
| 31 décembre 1976 | Nebraska Cornhuskers       | 27       | Texas Tech Red Raiders        | 24       | Big 8 - SWC                 | 48.618      |
| 31 décembre 1977 | USC Trojans                | 47       | Texas A&M Aggies              | 28       | Pac 8 - SWC                 | 52.842      |
| 31 décembre 1978 | Stanford Cardinals         | 25       | Georgia Bulldogs              | 22       | Pac-10 - SEC                | 34.084      |
| 31 décembre 1979 | Purdue Boilermakers        | 27       | Tennessee Volunteers          | 22       | Big Ten - SEC               | 40.542      |
| 31 décembre 1980 | North Carolina Tar Heels   | 16       | Texas Longhorns               | 7        | ACC - SWC                   | 30.667      |
| 31 décembre 1981 | Michigan Wolverines        | 33       | UCLA Bruins                   | 14       | Big Ten - Pac-10            | 40.309      |
| 31 décembre 1982 | Arkansas Razorbacks        | 28       | Florida Gators                | 24       | SWC - SEC                   | 31.557      |
| 31 décembre 1983 | Oklahoma State Cowboys     | 24       | Baylor Bears                  | 14       | Big 8 - SWC                 | 50.090      |
| 31 décembre 1984 | West Virginia Mountaineers | 31       | Texas Christian Horned Frogs  | 14       | Indépendants - SWC          | 43.260      |
| 31 décembre 1985 | Air Force Falcons          | 24       | Texas Longhorns               | 16       | WAC - SWC                   | 42.000      |
| 31 décembre 1986 | Baylor Bears               | 21       | Colorado Buffaloes            | 9        | SWC - Big 8                 | 40.476      |
| 31 décembre 1987 | Texas Longhorns            | 32       | Pittsburgh Panthers           | 27       | SWC - Indépendants          | 23.282      |